# 魏恩施納貝爾山
47°05′50″N 13°21′18″E / 47.097244°N 13.354885°E
魏恩施納貝爾山（德語：Weinschnabel），是奧地利的山峰，位於該國中部，處於薩爾茨堡州和克恩頓州接壤的邊界，屬於安科格爾山脈的一部分，海拔高度2,754米，每年平均降雨量2,176毫米。